# フリスチナ・ウラジミルスカヤ
フリスチナ・ウラジミルスカヤ（ロシア語: Христина Владимирская、1219年頃 - 1238年）は、13世紀前半のウラジーミル大公国の公妃である。同国の公子ウラジーミル(ru)（ウラジーミル大公ユーリーの子）の妻となったが、1238年のモンゴルのルーシ侵攻によるウラジーミル陥落(ru)の際に死亡した。
フリスチナは正教の聖人（Благоверная(ru)）とされているが、信頼に足る肖像画やイコン、またアカフィクト(ru)（Акафист / 賛美歌）、聖人伝（Житие(ru)）などは残されていない。帝政ロシアの歴史家ヴァシリー・タチシチェフ(ru)は、別の伝説的な同国の公女マリヤ・ウラジミルスカヤと同様に、フリスチナの存在を否定している。さらにタチシチェフは、ウラジーミル大公ユーリーは1236年に、息子のウラジーミルをムスチスラヴナという女性と結婚させたとしており、ニコライ・カラムジン、セルゲイ・ソロヴヨフ(ru)ら帝政ロシア期の歴史家の著作の中にも、ムスチスラヴナ・ウラジミルスカヤという名が見出される。
いずれにせよ、モンゴル帝国軍によって殺害された公妃が、フリスチナという名で、正教会により1645年に致命女として聖ウラジーミル大聖堂(ru)の聖列に加えられた。その記憶日はユリウス暦の6月23日（グレゴリオ暦の7月6日）と定められている。